# Такырколь (Кызылординская область)
Такырколь (каз. Тақыркөл, до 1997 г. — Красная Звезда) — село в Жанакорганском районе Кызылординской области Казахстана. Административный центр и единственный населённый пункт Суттыкудыкского сельского округа. Код КАТО — 434061100.

## Население
В 1999 году население села составляло 2240 человек (1146 мужчин и 1094 женщины). По данным переписи 2009 года, в селе проживали 2143 человека (1081 мужчина и 1062 женщины).